# 토하라어

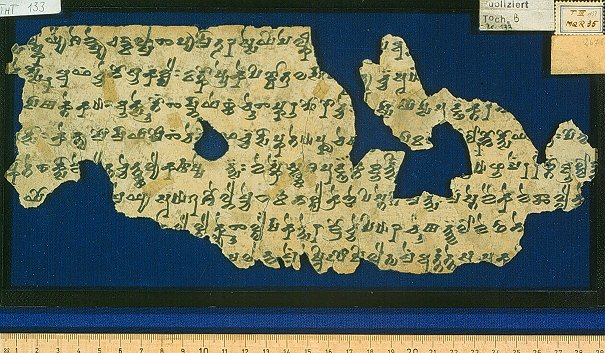
토하라어의 7세기 잔존 문서 (토하라어 B)

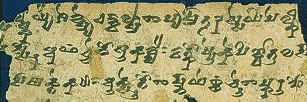
토하라어의 잔존 문서 (토하라어 B)

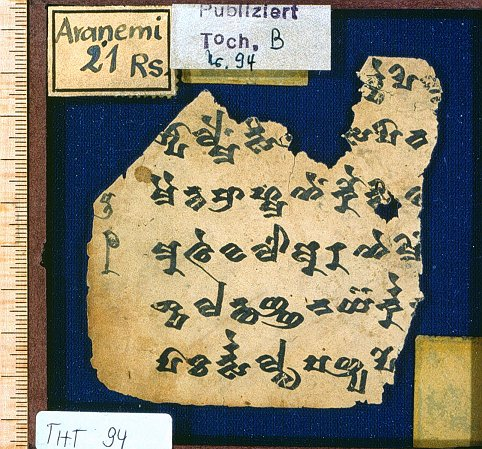
토하라어의 잔존 문서 (토하라어 B)

토하라어 또는 토카라어, 토카르어, 토카리아어(영어: Tocharian(Tokharian) languages)는 지금의 신장 타림 분지에서 쓰이던 인도유럽어족의 언어이다. 토하라어 A(아그나어, 동토하라어)와 토하라어 B(쿠차어, 서토하라어)로 이루어져 있으며, 인도유럽어족에 속하는 언어 가운데에서는 가장 동쪽에서 쓰이는 언어이였지만 사멸하였다. 토하라인은 기원전 2세기 모두 인도 북부로 이동했고 언어는 기원전 37세기경에서 기원전 2세기까지 쓰였으며 인도 북부에 남아있는 브라흐미 문자를 토하라어로 추측하는 설이 있어 인도 북부에서 서기 9세기 경까지 쓰인 뒤 사멸했다는 설이 있다. 토하라어는 인도유럽어족의 독립적인 어파인 토하라어파를 형성한다. 굴절어가 아닌 교착어적인 성격을 지니고 있었던 것으로 알려졌다. 칭화대학 싱룽 연구소에서는 토하라어가 상고 한자에 영향을 주었으며 그들이 서융이라 불렸고 후에 중원에서 서쪽 야만인으로 불린 진나라가 서융의 후예라고 주장하지만 서양학자들은 이 주장을 서북공정의 일환으로 본다.
토카라어는 브라흐미 문자 계통인 토하라 문자로 기록되었다. 19세기 말에 문헌이 발견되어 연구가 시작되었다. 토하라어를 켄툼어군 현상을 타나내는 언어로 보는 학자들이 존재하여 일단은 켄툼어 현상을 보이는 언어로 분류되기도 하지만 매우 다른 언어적 현상도 보이기 때문에 불확실하며 인정받는 설은 아니다.

## 개요
인도 북부에 브라흐미 문자로 쓰여진 서기 500년 ~ 700년경의 문헌이 발견되고 있다. 8세기경 ~ 9세기경에 위구르족의 침공에 의해 사멸한 것으로 간주된다.

음성면에서는 인도유럽조어의 
- ḱ 소리를 k로 보유하고 있는 이른바 켄툼어군의 특성이 있다.

## 방언
두 가지의 방언이 있는 것으로 알려져 있다.
A 방언 (아그나어, 동토하라어)
주로 카라샤르, 고창 지역에서 얘기되고 발견된 사본에는 불전 등의 불교와 관계의 것이 많다.
B 방언 (쿠차어, 서토하라어)
주로 쿠처 지역에서 발견된 자료에는 의학 관계 기록, 스님의 출납부, 여권 등이 많다.

## 토하라어의 명명
서역 북도(천산 남로)의 각 오아시스(카슈가르, 쿠차, 카라샤르, 투르판)에서 발견된 사본은 다른 지역에서 발견된 사본과는 다른 언어로 기록되어 있으며, A종과 B종 방언으로 분류할 수 있었다. 처음에는 이 미지 언어의 명칭을 쉽게 결정할 수 없었다. 그때 마침 튀르크어로 적힌 오래된 《미륵하생경》(彌勒下生經)이 새로 발견되었고, 그 발문(跋文)에 나타난 “퀴센어에서 토흐리어로 번역하고, 토흐리어에서 튀르크어로 번역했다”라는 문장을 근거로 이 미지 언어가 토흐리어(Toxri), 즉 토하라어(Tokhara)일 것이라는 설이 유력해졌다. 이후의 연구를 통해 해당 미지 언어는 《미륵하생경》에 나오는 토흐리어라는 사실이 밝혀지면서 정식으로 토하라어라고 일컬어지게 되었다. 한편, A종과 B종 간에 큰 차이가 있기 때문에, 둘 다 토하라어라고 불러야 하는지, 한 쪽만을 토하라어라고 불러야 하는지에 대해 논쟁이 일어났다. 1930년에 하네다 도루(羽田亨)가 《미륵하생경》의 발문인 ‘퀴센어’(Küsän)는 쿠샨어(Kushan)가 아니라 구자(龜茲)어임을 논증했고, 1934년에 프랑스의 폴 펠리오도 이 설을 지지했다. 오늘날 A방언을 토하라어, B 방언을 쿠차어라고 칭하는 것이 일반적이다.

## 연구사
1905년에 1905년에 문헌이 발견되어 그 세부 사항이 밝혀졌다. 거의 같은 시기에 아나톨리아 반도에서 발견된 사어(死語)인 히타이트어와 함께 인도유럽어족 내에서 독특한 위치를 점한다.
독일 탐험대를 이끈 알베르트 폰 르 코크는 1904년부터 1905년에 걸친 탐사에서 투르판 주변과 카라샤르, 쿠차 등의 유적을 조사하고 토하라어 A, B에 해당하는 사본을 대량으로 입수했다. 1907년에 영국의 아우렐 스타인이 돈황의 막고굴에서 수집한 대량의 문서 중에 토하라어 문헌이 포함되어 있으며, 프랑스의 폴 펠리오(프랑스국립극동연구원)도 쿠차에서 토하라어 B에 해당하는 문서를 발견했다. 이 발견된 문서들이 토카라어 A와 B로 간주된 것은 그 이후의 일이다.
B 방언은 프랑스의 실뱅 레비가 연구하였고, 류코쿠대학의 구다라 고기에 의해 해명되었다.

## 기원·문화
토하라어파를 사용하는 사람들은 타림 분지에서 발굴된 미라의 DNA 조사 결과 남부 시베리아의 아파나시에보 문화의 인도유럽인 집단과 유사한 특징적인 미토콘드리아 DNA을 갖고 있어서 북쪽에서 남하한 것으로 추정되고 있다.

## 같이 보기
- 인도유럽어족
- 사어
- 토하라인